# Kalle Ankas vilda jakt
Kalle Ankas vilda jakt (engelska: No Hunting) är en amerikansk animerad kortfilm med Kalle Anka från 1955.

## Handling
Inspirerad av farfar bestämmer sig Kalle Anka för att bege sig ut på jakt lagom till jaktsäsongens start.

## Om filmen
Filmen är producerad i Cinemascope.
I en scen i filmen förekommer Disney-figuren Bambi och hans mamma.
Filmen nominerades till en Oscar för bästa animerade kortfilm vid Oscarsgalan 1956, men förlorade till förmån för Merrie Melodies-kortfilmen Speedy Gonzales.
Filmen hade svensk premiär den 2 oktober 1955 och visades på biografen Spegeln i Stockholm.

## Rollista
- Clarence Nash – Kalle Anka
- Bill Thompson – Farfar Anka, skogvaktare
- Jack Hannah – älg
- Milt Schaffer – vaktmästare[4]